# 凌江 (浈江)
凌江，位于中国广东省南雄市，是浈江右岸支流，发源于南雄市百顺镇杨梅村的俚木山，东北流至帽子峰南麓的下里洞转东南流，经帽子峰镇，于东江坝再转西南流，于南雄市区以西的水西村汇入浈江。河长65千米，河床平均比降4.42‰，流域面积365平方千米。年均径流量2.92亿立方米。凌江上游为高山区，河宽12～25米，水流湍急；中游低山丘陵区，河宽25～40米，流经“南雄红层盆地”，红层下游大量古生物化石；下游为低丘平坦，河宽40～80米，水流变缓，沿河有多处较大的冲击平原。凌江是南雄市水资源量较丰沛的河流，下游引水灌溉农田2367公顷。